# Саня Долежал
Саня Долежал (хорв. Sanja Doležal; *9 травня 1963, Загреб) — хорватська співачка та телеведуча, найбільш відома як учасниця поп-гурту «Novi fosili» між 1984 та початку 1990-х, на піку його популярності.
Наприкінці 2010 року вона з'явилася на каналі HRT 1 у шоу «Ples sa zvijezdama», хорватській версії «Танців з зірками».

## Особисте життя
Від шлюбу з Ненадом Шарічем, колишнім барабанщиком гурту "Novi fosili", має 2-х дітей Луку і Лію. У шлюбі була трохи менше, ніж двадцять років. Її батько Мішо Долежал — відомий автор пісень, композитор і аранжувальник.

## Фільмографія
| Рік  |    | Українська назва | Оригінальна назва               | Роль                   |
| ---- | -- | ---------------- | ------------------------------- | ---------------------- |
| 1998 | мф | Принц Єгипту     | The Prince of Egypt             | королева Туя (озвучка) |
| 2004 | ф  |                  | Bore Lee: Čuvaj se sinjske ruke | камео                  |
| 2006 | с  |                  | Nad lipom 35                    | камео                  |
| 2011 | ф  | Леа та Дарія     | Lea and Darija                  | Ніна Селяк             |